# Federación Rural del Uruguay
La Federación Rural del Uruguay (acrónimo FRU) es una asociación que nuclea a productores rurales del Uruguay. Su sede se encuentra en Montevideo, en la Avenida 18 de Julio, en pleno centro montevideano. 
Fue fundada en 1915 por personalidades como Gervasio de Posadas Belgrano, Domingo Bordaberry, Carlos Reyles, Pedro Manini Ríos, Luis Alberto de Herrera y José Irureta Goyena. Fue dirigida, entre otros, por Horacio Terra Gallinal, Walter Hugo Pagés y Gonzalo Cibils.
Su finalidad es la defensa de los intereses agrarios y el fomento de las energías productoras de la campaña. A lo largo de su historia hubo hitos destacables como la  formulación del Programa de Escuelas Rurales a cargo de la maestra María Espínola, o la oposición al Proyecto Aratirí de minería a cielo abierto. También surgió en su seno el proyecto del Monumento al Gaucho, promovido por Alejandro Gallinal.